# Halianthella annularis
Halianthella annularis är en havsanemonart som beskrevs av Oscar Henrik Carlgren 1938. Halianthella annularis ingår i släktet Halianthella och familjen Halcampidae. Inga underarter finns listade i Catalogue of Life.